# Rubén Bedogni
Rubén Délfor Bedogni (nacido en La Plata el 30 de diciembre de 1944) es un exfutbolista argentino. Se desempeñaba como delantero y su primer equipo fue Estudiantes de La Plata.

## Trayectoria
Integrante de la divisional de Estudiantes denominada la Tercera que mata, llegó al equipo mayor del picharrata en 1964; durante cuatro temporadas vistió la casaca albirroja, aportando a la campaña de campeón en el Metropolitano 1967, título que rompió la hegemonía que ostentaban los Cinco Grandes (Boca Juniors, River Plate, Racing Club, Independiente y San Lorenzo de Almagro) desde 1931.
Pasó a Rosario Central en 1968, donde jugó 19 encuentros y marcó un gol, ante Colón en 1969. En el canalla jugó mayormente como puntero derecho, alternando en esa posición con Raúl Castronovo.
En 1970 jugó por Banfield, retornando a Estudiantes en 1971, consiguiendo mayor continuidad. Entre 1976 y 1978 jugó para Atlético Ledesma de Jujuy, retirándose en 1979 en Sportivo Italiano en el ascenso.
Se dedicó años más tarde a entrenar a futbolistas juveniles, trabajando primeramente en Gimnasia y Esgrima La Plata junto a Carlos Timoteo Griguol (con quien había compartido equipo en Rosario Central), para luego retornar una vez más a Estudiantes. Ha enarbolado como premisa la formación del jugador como persona de manera integral y no solo como deportista, priorizando la educación de los jóvenes.

## Clubes
| Club                    | País      | Año       |
| ----------------------- | --------- | --------- |
| Estudiantes de La Plata | Argentina | 1964-1967 |
| Rosario Central         | Argentina | 1968-1969 |
| Banfield                | Argentina | 1970      |
| Estudiantes de La Plata | Argentina | 1971-1974 |
| Atlético Ledesma        | Argentina | 1975-1978 |
| Sportivo Italiano       | Argentina | 1979      |

## Palmarés
| Título           | Equipo                  | País      | Año    |
| ---------------- | ----------------------- | --------- | ------ |
| Primera División | Estudiantes de La Plata | Argentina | M-1967 |

## Videos
- Bocha Flores - Ruben Bedogni - Juan Veron - Copa Libertadores 1971 en YouTube.
- Bedogni íntimo: vida y obra en YouTube.
- Nota a Pelusa Bedogni y Marcos Conigliaro, a 50 años del 4-3 a Platense en YouTube.
- Pelusa Bedogni, exjugador de Estudiantes en YouTube.